# Arquidiócesis de Bahía Blanca
La arquidiócesis de Bahía Blanca (en latín: Archidioecesis Sinus Albi) es una circunscripción eclesiástica de la Iglesia católica en Argentina. Se trata de una arquidiócesis latina, sede metropolitana de la provincia eclesiástica de Bahía Blanca. Desde el 12 de julio de 2017 su arzobispo es Carlos Azpiroz Costa, de la Orden de Predicadores.

## Territorio y organización

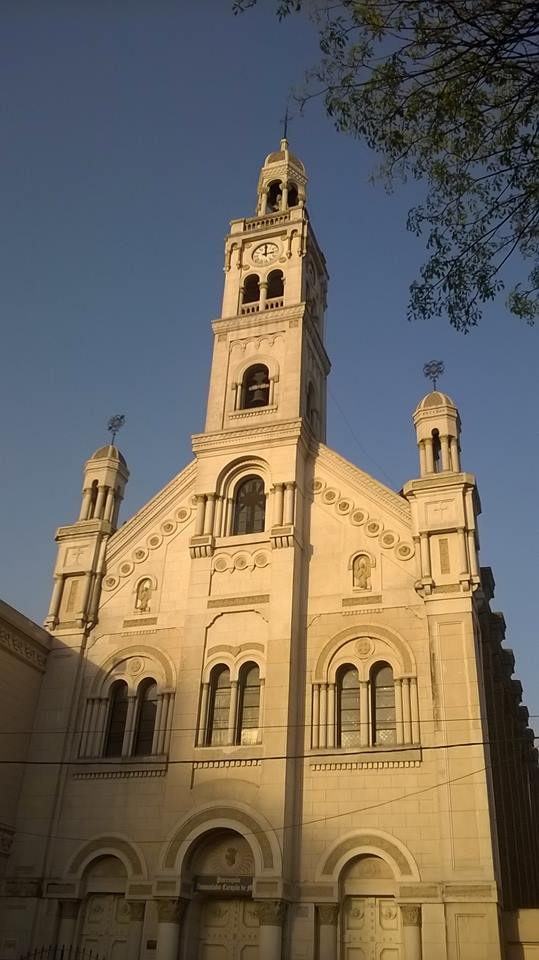
Parroquia Inmaculado Corazón de María, en Bahía Blanca

La arquidiócesis tiene 82 625 km² y extiende su jurisdicción sobre los fieles católicos de rito latino residentes en la provincia de Buenos Aires, en los 17 partidos de: Adolfo Alsina, Adolfo Gonzales Chaves, Bahía Blanca, Coronel Dorrego, Coronel de Marina Leonardo Rosales, Coronel Pringles, Coronel Suárez, Daireaux, Guaminí, Monte Hermoso, Patagones, Puan, Saavedra, San Cayetano, Tornquist, Tres Arroyos y Villarino.

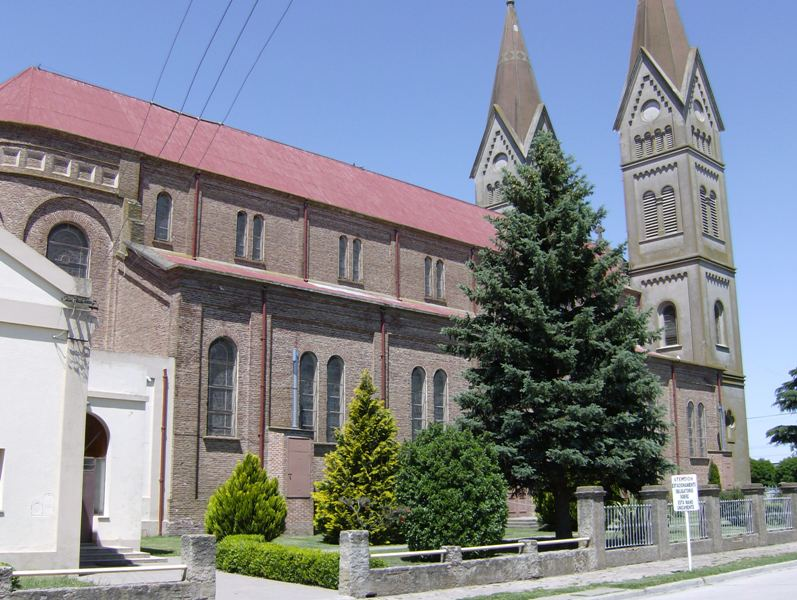
Parroquia San José Obrero, en San José

La sede de la arquidiócesis se encuentra en la ciudad de Bahía Blanca, en donde se halla la Catedral de Nuestra Señora de la Merced. 

Iglesia María Auxiliadora, en Punta Alta

La arquidiócesis tiene como sufragáneas a las diócesis de: Alto Valle del Río Negro, Comodoro Rivadavia, Rawson, Río Gallegos, San Carlos de Bariloche, Santa Rosa en Argentina, Viedma y la prelatura territorial de Esquel.

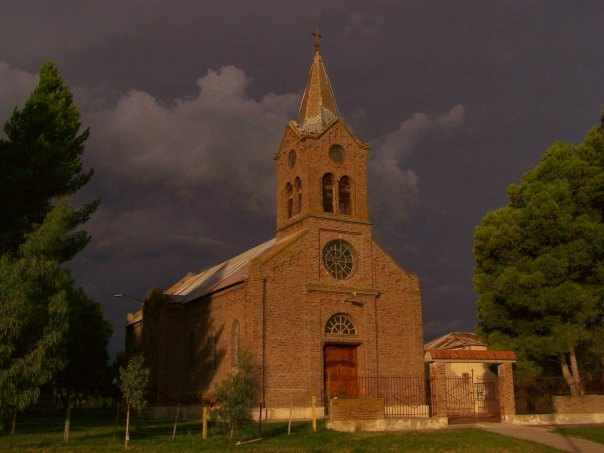
Parroquia San Miguel Arcángel, en General Daniel Cerri

En 2020 en la arquidiócesis existían 55 parroquias.

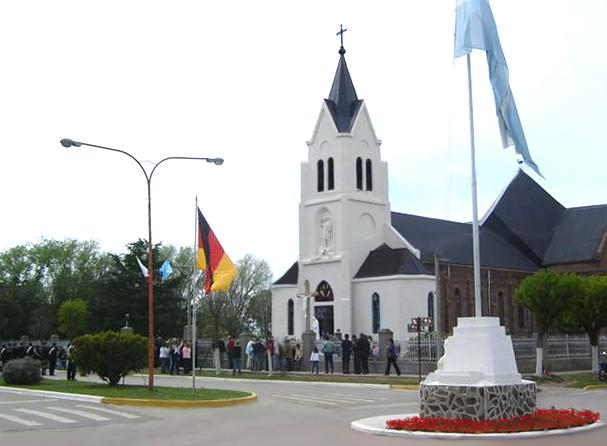
Parroquia San Miguel Arcángel, en San Miguel Arcángel

## Historia
La diócesis de Bahía Blanca fue erigida el 20 de abril de 1934 con la bula Nobilis Argentinae nationis del papa Pío XI, extrayendo territorio de la diócesis de La Plata, que simultáneamente fue elevada a arquidiócesis. Originalmente fue sufragánea de esa misma arquidiócesis.

Apostolicae potestatis plenitudine, ea quae sequuntur statuimus ac decernimus: Decem novas dioeceses in Republica Argentina erigimus et constituimus, scilicet: (...) de Bahia Blanca (...) Dioecesis dein de Bahia Blanca dioeceseos de Plata territorii parte constituenda,
has comprehendet paroecias: Bahia Blanca, Ing. Wite, Villa Mitre, Punta Alta, Puerto Militar, Patagones, Villarino, Tornquist, Saavedra, Pigile, Arroyo Corto, Puan, Lopez Lecube, Carhué, San Miguel de Gazcón, Guamaini, Coronel Suarez, Colonia II San José, Colonia III Santa Maria, Huanguelén, Caseros, Coronel Pringles, Coronel Dorrego, Tres Arroyos, Orense, Gonzalez Chaves, De la Garma, Necochea, Juan N. Fernandez, S. Cayetano, Loberia, Quequén, nec non meridionalem territorii partem gobernación de la Pampa, hos amplectentem districtus: Puelén, Limay, Mahuida, Utracan, Atranco, Guatraché, Ucal, Lihuel, Colei, Curacó, Calen Calen cum duabus tantum canonice erectis paroeciis General Acha et Guatraché. Volumus autem ut episcopalis sedes in Bahia Blanca urbe sit, et ibidem exsistens ecclesia matrix, Deo in honorem B. M. V. a Mercede dicata, ac sub eodem titulo permansura, tanquam ecclesia cathedralis adhibeatur, usquedum aliter provideatur.
Parte de la bula Nobilis Argentinae nationis

El 11 de febrero de 1957 cedió porciones de su territorio para la erección de las diócesis de Mar del Plata y de Santa Rosa y al mismo tiempo fue elevada al rango de arquidiócesis metropolitana con la bula Quandoquidem adoranda del papa Pío XII.

## Estadísticas
Según el Anuario Pontificio 2021 la arquidiócesis tenía a fines de 2020 un total de 688 350 fieles bautizados.
| Año                                                                             | Población            | Población | Población      | Sacerdotes | Sacerdotes    | Sacerdotes    | Bautizados por sacerdote | Diáconos permanentes | Religiosos | Religiosos | Parroquias |
| Año                                                                             | Bautizados católicos | Total     | % de católicos | Total      | Clero secular | Clero regular | Bautizados por sacerdote | Diáconos permanentes | Varones    | Mujeres    | Parroquias |
| ------------------------------------------------------------------------------- | -------------------- | --------- | -------------- | ---------- | ------------- | ------------- | ------------------------ | -------------------- | ---------- | ---------- | ---------- |
| 1950                                                                            | 500 000              | 560 000   | 89.3           | 97         | 51            | 46            | 5154                     |                      | 73         | 280        | 47         |
| 1959                                                                            | 460 000              | 485 000   | 94.8           | 137        | 51            | 86            | 3357                     |                      | 61         | 374        | 44         |
| 1966                                                                            | 460 000              | 500 000   | 92.0           | 149        | 62            | 87            | 3087                     |                      | 65         | 368        | 50         |
| 1970                                                                            | 460 000              | 500 000   | 92.0           | 148        | 54            | 94            | 3108                     |                      | 94         | 404        | 48         |
| 1976                                                                            | 540 000              | 600 000   | 90.0           | 136        | 46            | 90            | 3970                     |                      | 115        | 385        | 46         |
| 1980                                                                            | 608 000              | 675 000   | 90.1           | 129        | 43            | 86            | 4713                     |                      | 111        | 377        | 59         |
| 1990                                                                            | 703 000              | 780 000   | 90.1           | 114        | 45            | 69            | 6166                     |                      | 92         | 272        | 60         |
| 1999                                                                            | 616 000              | 725 000   | 85.0           | 113        | 52            | 61            | 5451                     | 2                    | 90         | 216        | 57         |
| 2000                                                                            | 624 000              | 734 000   | 85.0           | 110        | 48            | 62            | 5672                     | 2                    | 92         | 230        | 58         |
| 2001                                                                            | 595 000              | 700 000   | 85.0           | 120        | 48            | 72            | 4958                     | 7                    | 91         | 204        | 56         |
| 2002                                                                            | 595 000              | 700 000   | 85.0           | 119        | 50            | 69            | 5000                     | 16                   | 87         | 187        | 56         |
| 2003                                                                            | 595 000              | 700 000   | 85.0           | 118        | 51            | 67            | 5042                     | 16                   | 82         | 201        | 56         |
| 2004                                                                            | 595 000              | 700 000   | 85.0           | 111        | 50            | 61            | 5360                     | 16                   | 78         | 204        | 46         |
| 2006                                                                            | 595 000              | 700 000   | 85.0           | 103        | 54            | 49            | 5776                     | 15                   | 58         | 253        | 56         |
| 2012                                                                            | 635 000              | 743 000   | 85.5           | 85         | 48            | 37            | 7470                     | 21                   | 53         | 217        | 56         |
| 2015                                                                            | 654 000              | 765 000   | 85.5           | 67         | 45            | 22            | 9761                     | 21                   | 36         | 187        | 55         |
| 2018                                                                            | 674 970              | 777 030   | 86.9           | 75         | 49            | 26            | 8999                     | 29                   | 45         | 157        | 55         |
| 2020                                                                            | 688 350              | 791 820   | 86.9           | 77         | 51            | 26            | 8939                     | 29                   | 45         | 157        | 55         |
| Fuente: Catholic-Hierarchy, que a su vez toma los datos del Anuario Pontificio. |                      |           |                |            |               |               |                          |                      |            |            |            |

## Episcopologio
- Leandro Bautista Astelarra † (13 de septiembre de 1934-24 de agosto de 1943 falleció)
  - Sede vacante (1943-1946)
- Germiniano Esorto † (2 de noviembre de 1946-31 de mayo de 1972 retirado)
- Jorge Mayer † (31 de mayo de 1972-31 de mayo de 1991 retirado)
- Rómulo García † (31 de mayo de 1991-15 de junio de 2002 retirado)
- Guillermo José Garlatti (11 de marzo de 2003-12 de julio de 2017 retirado)
- Carlos Azpiroz Costa, O.P., por sucesión desde el 12 de julio de 2017

### Obispos de Bahía Blanca
El primer obispo fue Leandro Bautista Astelarra, quien tomó posesión el 23 de marzo de 1935. Falleció el 24 de agosto de 1943.
El segundo obispo fue Germiniano Esorto, obispo auxiliar de La Plata, quien tomó posesión el 15 de marzo de 1947. El 11 de febrero de 1957 Pío XII elevó la sede a la categoría de arquidiócesis y Esorto pasó a ser el primer arzobispo de Bahía Blanca. 

### Arzobispos de Bahía Blanca
El primer arzobispo fue Germiniano Esorto, desde el 15 de marzo de 1947 hasta 1972, que renunció por llegar a la edad de 75 años. Falleció en 1978.
El segundo arzobispo (tercero diocesano) fue Jorge Mayer, que siendo obispo de Santa Rosa el papa Paulo VI lo trasladó a la sede arzobispal de Bahía Blanca en 1972 y tomó posesión el 21 de julio de 1972. Renunció el 31 de mayo de 1991 y falleció el 25 de diciembre de 2010.
El tercer arzobispo (cuarto diocesano) fue Rómulo García, que siendo obispo diocesano de Mar del Plata el papa Juan Pablo II lo promovió a Bahía Blanca, tomó posesión el 24 de septiembre de 1991. Al cumplir la edad canónica, fue nombrado administrador apostólico de Bahía Blanca Néstor H. Navarro, quien era hasta entonces obispo auxiliar. García falleció el 18 de diciembre de 2005.
El cuarto arzobispo (quinto diocesano) es Guillermo José Garlatti, que siendo obispo de San Rafael el papa Juan Pablo II lo promovió a Bahía Blanca y tomó posesión el 10 de mayo de 2003.
El 3 de noviembre de 2015 el papa Francisco nombró como arzobispo coadjutor con derecho a sucesión a Carlos Alfonso Azpiroz Costa, dominico porteño de 59 años, quien entre el 14 de julio de 2001 al 5 de septiembre de 2010 fue Maestro General de la Orden de Predicadores. Cumplido su mandato está de regreso en el país. Será nombrado arzobispo cuando sea aceptada la renuncia de Garlatti, quien en julio de 2015 cumplió 75 años.

## Galería de imágenes

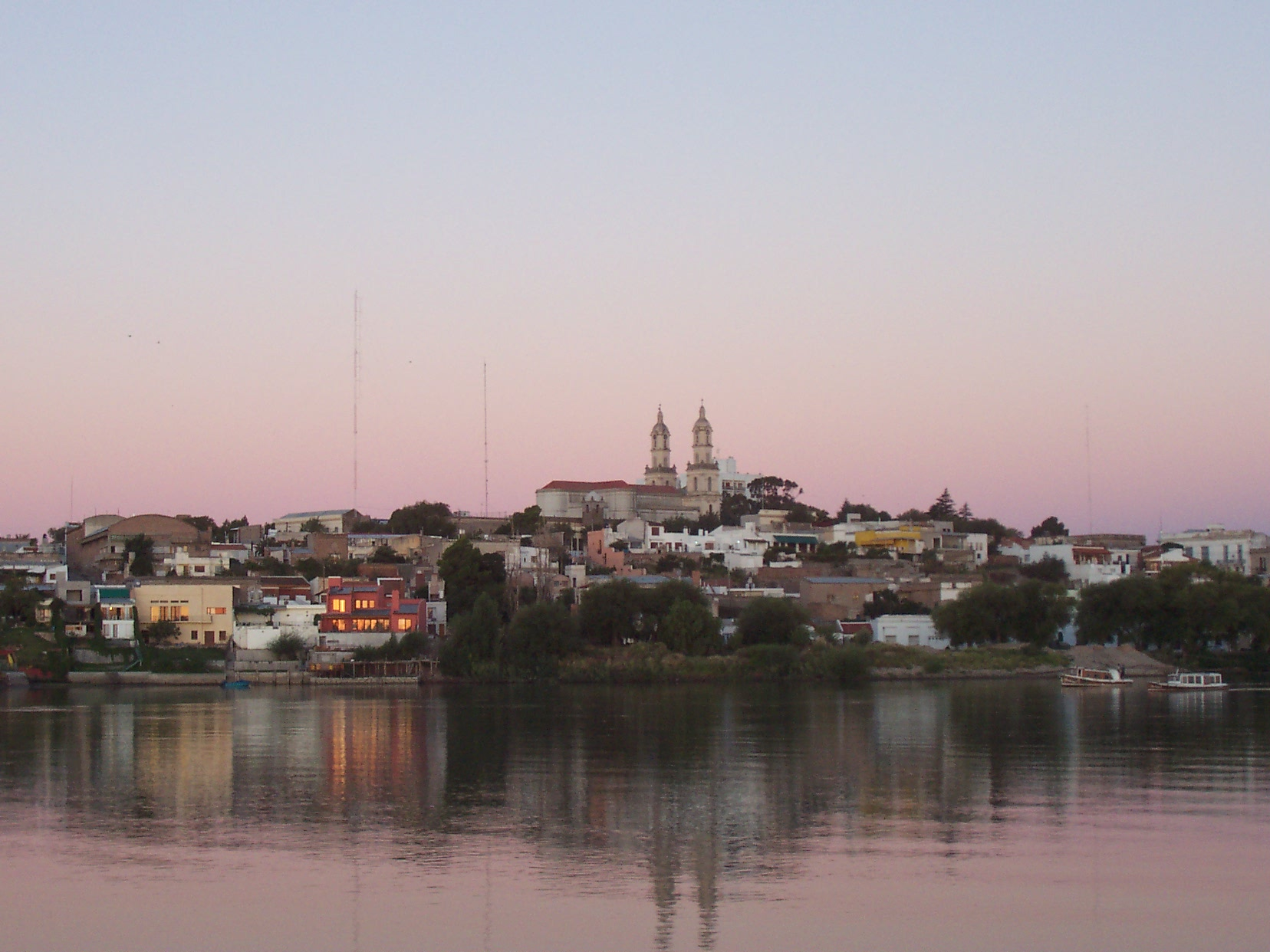
Vista de Carmen de Patagones en la que se destaca la parroquia Nuestra Señora del Carmen
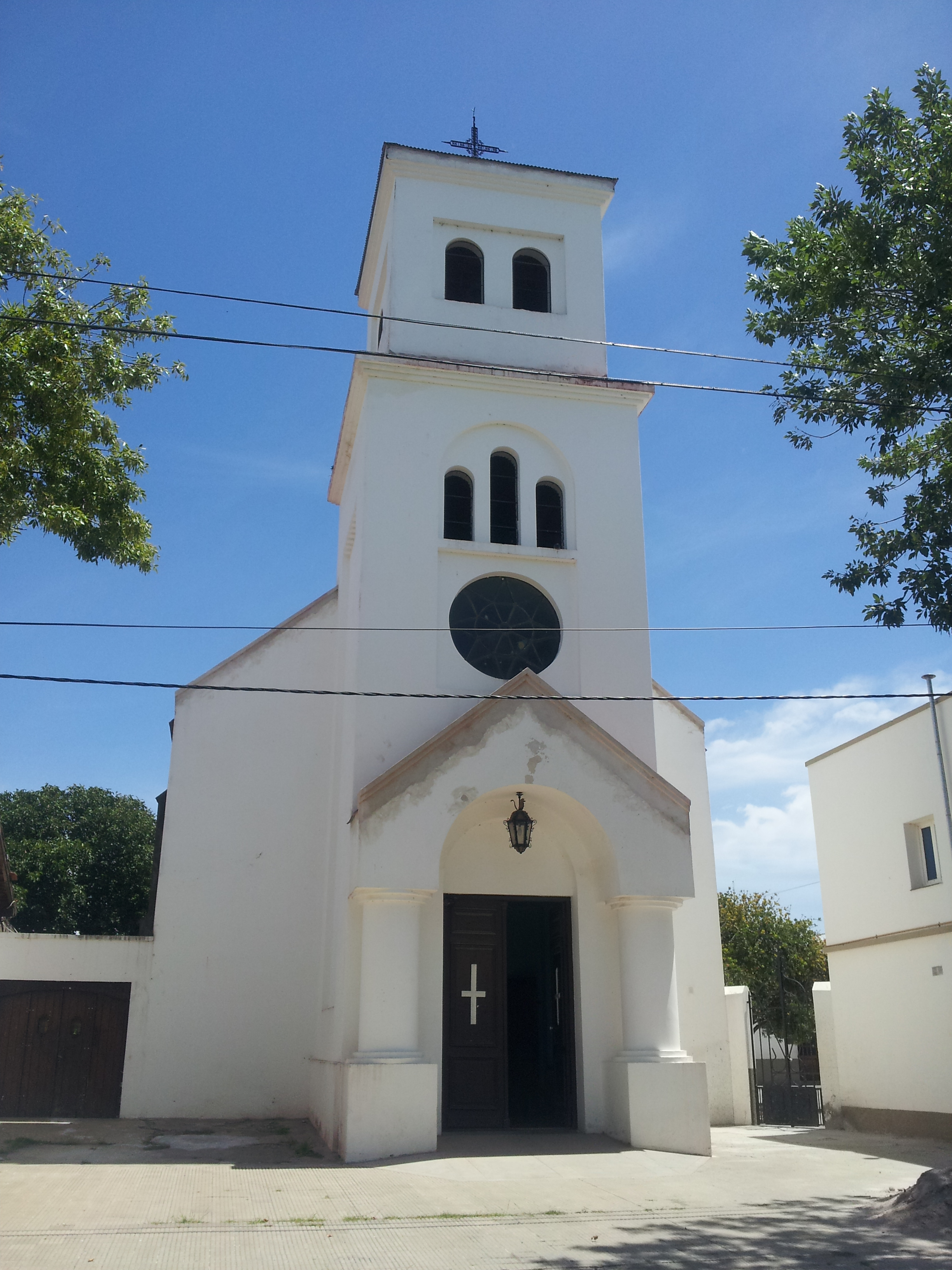
Parroquia Nuestra Señora del Tránsito en Saldungaray
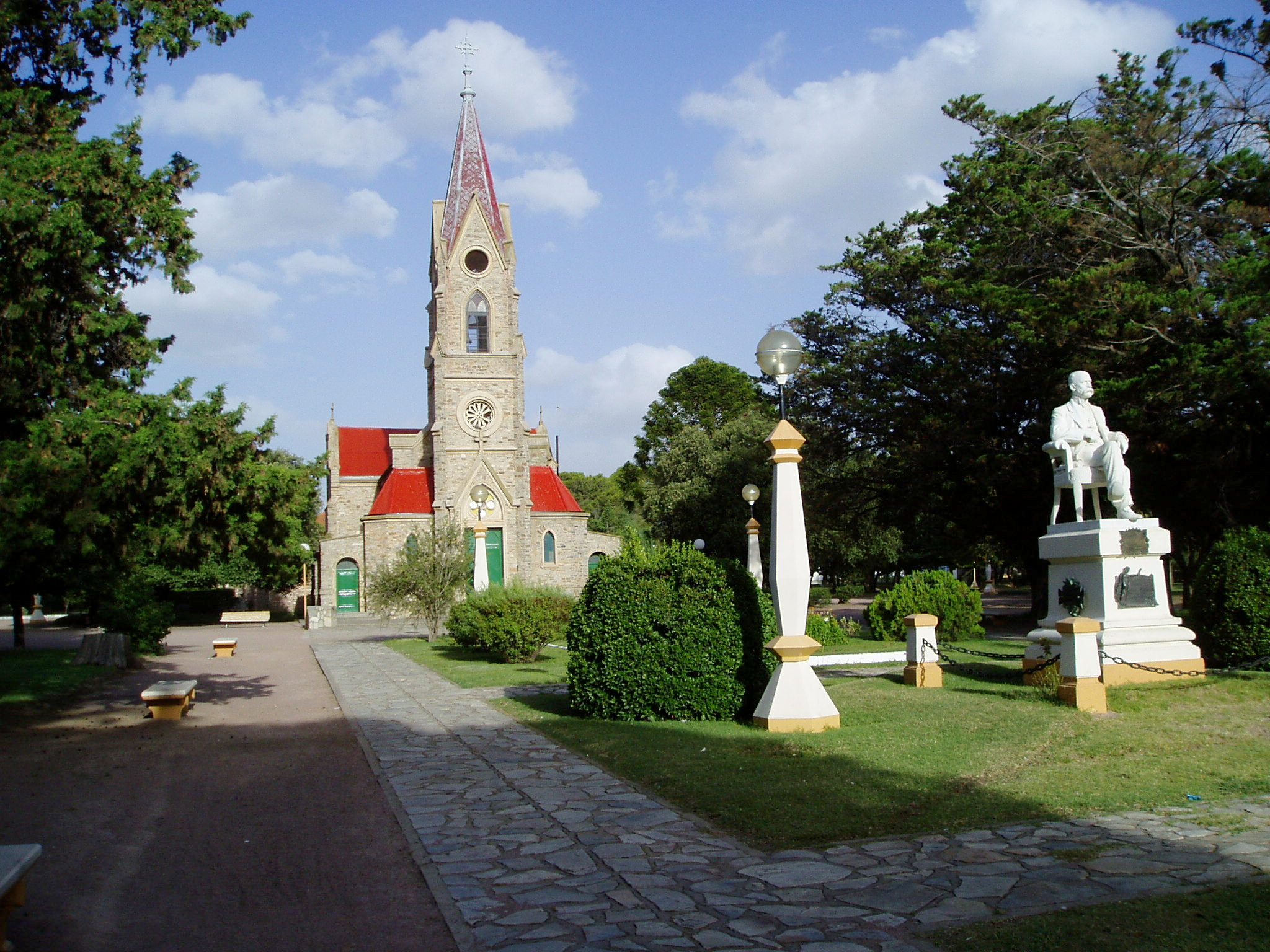
Parroquia Santa Rosa de Lima en Tornquist